# Rockford (Waszyngton)
Rockford – miasto w Stanach Zjednoczonych, w stanie Waszyngton, w hrabstwie Spokane.